# Žasliai
Žasliai è una città della Contea di Kaunas, nella Lituania centrale. Al 2011 aveva una popolazione di 644 abitanti. La città fu menzionata per la prima volta in fonti scritte nel 1457 e ottenne i diritti di Magdeburgo e il proprio stemma nel 1792.

## Storia

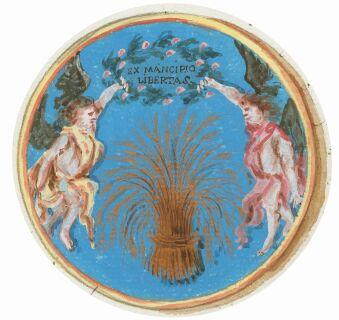
Antico stemma di Žasliai (1792)

La prima menzione scritta della città di Žasliai risale al 28 febbraio 1457. Durante il regno del Granduca di Lituania Vitoldo, Žasliai appartennè prima al nobile lituano Jaunius Valimantaitis, della famiglia dei Valimantas e successivamente ai nobili della famiglia Goštautas.
Nel XVI secolo, Žasliai era una proprietà del Granduca di Lituania Sigismondo II Augusto che in seguito la donò a sua moglie Barbara Radziwiłł. Nella carta Magni Ducatus Lituaniae caeterarumque regionum illi adiacentium exacta descriptio emanata nel 1613 da Mikołaj Krzysztof Radziwiłł, Žasliai venne contrassegnata come città di mercato. Il 12 gennaio 1792, Žasliai ottenne lo stemma con l'iscrizione EX MANCIPIO LIBERTAS (La libertà viene dalla proprietà).
La città viene menzionata anche nella leggenda lituana sulle Polemonidi.
Durante le guerre d'indipendenza lituane nell'aprile 1919 nella città si combatté la battaglia di Žasliai tra le forze armate lituane e quelle sovietiche.
Il 22 giugno 1941, l'esercito tedesco invase la Lituania, entrando a Žasliai pochi giorni dopo. Il 17 agosto 1941, la maggior parte degli abitanti ebrei (che costituivano metà della popolazione della città) furono cacciati a Kaišiadorys. Dieci giorni dopo furono uccisi, insieme agli ebrei di Kaišiadorys e Žiežmariai.
Nel 1975, nella stazione ferroviaria di Žasliai si verificò la più grande catastrofe ferroviaria nella storia della Lituania: il disastro ferroviario di Žasliai.

## Società

### Evoluzione demografica
Abitanti censiti